# Adomas Jakštas
Adomas Jakštas, pseudonimo di Aleksandras Dambrauskas (Kuronys, 8 settembre 1860 – Kaunas, 19 febbraio 1938), è stato un presbitero, poeta, filosofo, critico letterario ed esperantista lituano.

## Biografia
Aleksandras Dambrauskas fu il primo lituano a imparare l'esperanto nell'anno della sua invenzione da parte dell'oftalmologo Ludwik Lejzer Zamenhof nel 1887. A quel tempo era studente al seminario di San Pietroburgo. Nel 1890 scrisse il primo libro di testo di esperanto per i lituani. Apparve a Tilsit e fu introdotto clandestinamente in Lituania, poiché la Russia zarista vietò la pubblicazione di libri in lingua lituana fino al 1904. Di conseguenza, Dambrauskas fu un promotore della diffusione dell'esperanto.
Dambrauskas ha anche scritto in russo, polacco e latino. Ha scritto molti scritti su argomenti nel campo della filosofia (ad esempio Malgrandaj Pensoj pri Grandaj Demandoj ["Piccoli pensieri su grandi domande"], 1908), matematica e teologia. Fu anche un importante collaboratore all'almanacco lituano e iniziò nel 1893 con la scrittura di poesie in esperanto. Una raccolta di tali poesie apparve nel 1905 con il titolo Versajareto. 
Il vescovo di Samogizia Pranciškus Karevičius conferì a Dambrauskas il titolo di prelato nel 1914. Dal 1926 Dambrauskas fu fino alla sua morte il presidente dell'Accademia delle scienze cattolica lituana. Ha conseguito la laurea honoris causa su proposta della Facoltà di Matematica e Scienze Naturali dell'Università della Lituania. È considerato uno delle personalità del risveglio della moderna coscienza nazionale lituana.